# Udaipuri Mahal
Udaipuri Mahal, död 1707, var en indisk slav. Hon var slavkonkubin till mogulkejsaren Aurangzeb.
Hennes bakgrund är omtvistad, något som inte är ovanligt för slavar. Hon uppges ha varit cirkassier eller georgier, och ha kommit till Indien genom slavhandeln på Svarta havet. Hon föreslås också ha kommit från Armenien, eller från Indien. Hon beskrivs som en rödhårig skönhet som led av alkoholism. 
Hon blev konkubin i mogulharemet och blev 1667 mor till prins Muhammad Kam Bakhsh. Hon uppges ha varit Aurangzebs favorit och mest inflytelserika konkubin under hans ålderdom, särskilt efter att hennes främst rival Aurangabadi Mahal avlidit 1688. Hon tillmättes stort inflytande, och det omtalas hur hon framgångsrikt ständigt fick kejsaren att benåda deras son för hans många misstag.  